# راشيل جوبتا
راشيل جوبتا (من مواليد 24 يناير 2004) هي عارضة أزياء هندية وحاملة لقب ملكة جمال جراند الدولية 2024، مما يجعلها أول هندية على الإطلاق تفوز باللقب.